# Guichainville
Guichainville är en kommun i departementet Eure i regionen Normandie i norra Frankrike. Kommunen ligger i kantonen Évreux-Sud som tillhör arrondissementet Évreux. År 2022 hade Guichainville 3 077 invånare.

## Befolkningsutveckling
Antalet invånare i kommunen Guichainville
Referens:INSEE